# Marco Hober
Marco Hober (Bielefeld, Renania del Norte-Westfalia, Alemania, 9 de septiembre de 1995) es un futbolista alemán que juega como mediocampista en el Borussia Dortmund II de la 3. Liga.

## Trayectoria
Marco Hober tuvo sus inicios con el Arminia Bielefeld desempeñándose como mediocentro o pivote, inició en la categoría U17 del Arminia Bielefeld, pasando por la categoría U19 hasta pasar al segundo equipo que jugaba en la Oberliga Westfalen, estuvo con el segundo equipo entre 2013 a 2015, tuvo su llamado al primer equipo del Arminia Bielefeld en la temporada 14/15 en la 3. Liga, jugó únicamente 13 minutos entrando de cambio, fue promovido al primer equipo para la siguiente temporada donde el Arminia Bielefeld jugaría la 2. Bundesliga, en esa ocasión sin tener minutos de juego toda la temporada, fue relegado al segundo equipo donde jugó 12 partidos, tras terminar la temporada 15/16 abandonaría el club en forma de préstamo hacia Borussia Dortmund II, se mantuvo dos temporadas en el club y se marcharía al Sporfreunde Lotte para la temporada 17/18, a la siguiente temporada llegaría a Borussia Dortmund II para tener su segundo paso por el club hasta la actualidad.

## Estadísticas
Actualizado al último partido disputado el 22 de enero de 2022.
| Club                             | Div.          | Temporada     | Liga  | Liga  | Copas nacionales | Copas nacionales | Total | Total |
| Club                             | Div.          | Temporada     | Part. | Goles | Part.            | Goles            | Part. | Goles |
| -------------------------------- | ------------- | ------------- | ----- | ----- | ---------------- | ---------------- | ----- | ----- |
| Arminina Bielefeld II · Alemania | 5.ª           | 2013-14       | 5     | 1     | 0                | 0                | 5     | 1     |
| Arminina Bielefeld II · Alemania | 5.ª           | 2014-15       | 17    | 1     | 3                | 0                | 20    | 1     |
| Arminina Bielefeld II · Alemania | 5.ª           | 2015-16       | 12    | 2     | 0                | 0                | 12    | 2     |
| Arminina Bielefeld II · Alemania | Total club    | Total club    | 34    | 4     | 3                | 0                | 37    | 4     |
| Arminia Bielefeld · Alemania     | 3.ª           | 2014-15       | 1     | 0     | 0                | 0                | 1     | 0     |
| Arminia Bielefeld · Alemania     | 2.ª           | 2015-16       | 0     | 0     | 0                | 0                | 0     | 0     |
| Arminia Bielefeld · Alemania     | Total club    | Total club    | 1     | 0     | 0                | 0                | 1     | 0     |
| Borussia Dortmund II · Alemania  | 4.ª           | 2015-16       | 18    | 1     | 0                | 0                | 18    | 1     |
| Borussia Dortmund II · Alemania  | 4.ª           | 2016-17       | 31    | 1     | 0                | 0                | 31    | 1     |
| Borussia Dortmund II · Alemania  | Total club    | Total club    | 49    | 2     | 0                | 0                | 49    | 2     |
| Sportfreunde Lotte · Alemania    | 3.ª           | 2017-18       | 17    | 0     | 4                | 1                | 21    | 1     |
| Sportfreunde Lotte · Alemania    | Total club    | Total club    | 17    | 0     | 4                | 1                | 21    | 1     |
| Borussia Dortmund II · Alemania  | 4.ª           | 2018-19       | 9     | 0     | 0                | 0                | 9     | 0     |
| Borussia Dortmund II · Alemania  | 4.ª           | 2019-20       | 25    | 1     | 0                | 0                | 25    | 1     |
| Borussia Dortmund II · Alemania  | 4.ª           | 2020-21       | 26    | 0     | 0                | 0                | 26    | 0     |
| Borussia Dortmund II · Alemania  | 3.ª           | 2021-22       | 15    | 0     | -                | -                | 15    | 0     |
| Borussia Dortmund II · Alemania  | 3.ª           | 2022-23       | 4     | 0     | -                | -                | 4     | 0     |
| Borussia Dortmund II · Alemania  | Total club    | Total club    | 78    | 1     | 0                | 0                | 79    | 1     |
| SV Rödinghausen                  | 4.ª           | 2022-23       | ?     | ?     | ?                | ?                | ?     | ?     |
| Total carrera                    | Total carrera | Total carrera | 179   | 7     | 7                | 1                | 187   | 8     |

## Palmarés

### Títulos nacionales
| Título            | Club                 | País     | Año     |
| ----------------- | -------------------- | -------- | ------- |
| 3. Liga           | Arminia Bielefeld    | Alemania | 2014-15 |
| Regionalliga West | Borussia Dortmund II | Alemania | 2020-21 |

- Datos: Q19959871
- Multimedia: Marco Hober / Q19959871